# Piers Anthony
Piers Anthony (volledige naam: Piers Anthony Dillingham Jacob) (Oxford (Engeland), 6 augustus 1934) is een Amerikaans schrijver van sciencefictionboeken en -verhalen. Veel van zijn boeken kwamen voor in de New York Times-bestsellerlijst.

## Biografie
Anthony verhuisde met zijn familie van Engeland naar de Verenigde Staten toen hij zes jaar oud was. Hij studeerde af aan het Goddard College te Vermont in 1956, en trouwde in hetzelfde jaar met zijn medestudente Carol Marble. Toen zijn vrouw in verwachting raakte, ging hij bij de landmacht, waar hij in 1958 de Amerikaanse nationaliteit verkreeg. Daarna (vanaf 1959) werkte hij op verschillende plaatsen, inclusief als leraar op de Admiral Farragut Academy in Saint Petersburg (Florida), terwijl hij daarnaast schreef en probeerde, zijn verhalen aan de man te brengen. Carol ging uiteindelijk werken om hem de gelegenheid te geven, zich volledig aan het schrijven te wijden. De afspraak was dat, als hij na één jaar niets had kunnen publiceren, hij het schrijven zou opgeven. Begin 1963 verkocht hij Possible to Rue voor $ 20.
Zijn populairste serie, over Xanth, inspireerde ook tot de ontwikkeling van een adventure game Companions of Xanth en een bordspel Xanth.
Anthony schreef meer dan 140 boeken, waarvan er alleen in de jaren 1970 een zestal vertaald en uitgegeven werd in het Nederlands. Hij woonde lang in Florida, maar verhuisde in 2023 naar Californië.

### Fictie

#### Aton/Worlds of Chthon-serie
De serie werd voortgezet door Charles Platt met Anthony's toestemming
- 1 Chthon (1967) Anthony's eerst gepubliceerde novelle; genomineerd voor de Hugo en Nebula Award, nl: In de ketenen van de Cthoon of De hel van de hemel.
- 2 Phthor (1975)

#### Battle Circle-serie
- 1 Sos the Rope (1968) nl: Sos de demon
- 2 Var the Stick (1972) nl: Var de stok
- 3 Neq the Sword (1975)

#### Of Man and Manta-serie
- 1 Omnivore (1968) nl: Omnivoor
- 2 Orn (1970)
- 3 0X (1976)

#### Jason Striker-serie
- 1 Kiai! (1974) met Roberto Fuentes
- 2 Mistress of Death (1974) met Roberto Fuentes
- 3 Bamboo Bloodbath (1974) met Roberto Fuentes
- 4 Ninja's Revenge (1975) met Roberto Fuentes
- 5 Amazon Slaughter (1976) met Roberto Fuentes
- 6 Curse of the Ninja (1976) met Roberto Fuentes

#### Xanth-serie
Anthony's grootste serie, met anno 2023 47 boeken
1. A Spell for Chameleon (1977)
2. The Source of Magic (1979)
3. Castle Roogna (1979)
4. Centaur Aisle (1982)
5. Ogre, Ogre (1982)
6. Night Mare (1983)
7. Dragon on a Pedestal (1983)
8. Crewel Lye (1984)
9. Golem in the Gears (1986)
10. Vale of the Vole (1987)
11. Heaven Cent (1988)
12. Man from Mundania (1989)
13. Isle of View (1990)
14. Question Quest (1991)
15. The Color of Her Panties (1992)
16. Demons Don't Dream (1992)
17. Harpy Thyme (1993)
18. Geis of the Gargoyle (1994)
19. Roc and a Hard Place (1995)
20. Yon Ill Wind (1996)
21. Faun & Games (1997)
22. Zombie Lover (1998)
23. Xone of Contention (1999)
24. The Dastard (2000)
25. Swell Foop (2001)
26. Up in a Heaval (2002)
27. Cube Route (2003)
28. Currant Events (2004)
29. Pet Peeve (2005)
30. Stork Naked (2006)
31. Air Apparent (2007)
32. Two to the Fifth (2008)
33. Jumper Cable (2009)
34. Knot Gneiss (2010)
35. Well-Tempered Clavicle (2011)
36. Luck of the Draw (2012)
37. Esrever Doom (2013)
38. Board Stiff (2013)
39. Five Portraits (2014)
40. Isis Orb (2016)
41. Ghost Writer in the Sky (2017)
42. Fire Sail (2019)
43. Jest Right (2020)
44. Skeleton Key (2021)
45. A Tryst of Fate (2021)
46. Six Crystal Princesses (2022)
47. Apoca Lips (2023)

#### Cluster-serie
- 1 Cluster (1977), ook wel bekend als Vicinity Cluster
- 2 Chaining the Lady (1978)
- 3 Kirlian Quest (1978)
- 4 Thousandstar (1980)
- 5 Viscous Circle (1982)

#### Tarot-serie
- God of Tarot (1979)
- Vision of Tarot (1980)
- Faith of Tarot (1980)
- Tarot (1987), omnibus met de drie vorige verhalen

#### Apprentice Adept-serie
- 1 Split Infinity (1980)
- 2 Blue Adept (1981)
- 3 Juxtaposition (1982)
- 4 Out of Phaze (1987)
- 5 Robot Adept (1988)
- 6 Unicorn Point (1989)
- 7 Phaze Doubt (1990)

#### Incarnations of Immortality-serie
- 1 On a Pale Horse (1983)
- 2 Bearing an Hourglass (1984)
- 3 With a Tangled Skein (1985)
- 4 Wielding a Red Sword (1986)
- 5 Being a Green Mother (1987)
- 6 For Love of Evil (1988)
- 7 And Eternity (1990)
- 8 Under a Velvet Cloak (2007)

#### Bio of a Space Tyrant-serie
- 1 Refugee (1983)
- 2 Mercenary (1984)
- 3 Politician (1985)
- 4 Executive (1985)
- 5 Statesman (1986)
- 6 The Iron Maiden (2001)

#### The Adventures of Kelvin of Rud-serie
- 1 Dragon's Gold (1987) met Robert E. Margroff
- 2 Serpent's Silver (1988) met Robert E. Margroff
- 3 Chimaera's Copper (1990) met Robert E. Margroff
- 4 Orc's Opal (1990) met Robert E. Margroff
- 5 Mouvar's Magic (1992) met Robert E. Margroff

#### Pornucopia-serie
- 1 Pornucopia (1989)
- 2 The Magic Fart (2003)

#### Mode-serie
- 1 Virtual Mode (1991)
- 2 Fractal Mode (1992)
- 3 Chaos Mode (1993)
- 4 DoOon Mode (2001)

#### Geodyssey-serie
- 1 Isle of Woman (1993)
- 2 Shame of Man (1994)
- 3 Hope of Earth (1997)
- 4 Muse of Art (1999)
- 5 Climate of Change (2010)

#### ChroMagic-serie
- 1 Key to Havoc (2002)
- 2 Key to Chroma (2003)
- 3 Key to Destiny (2004)
- 4 Key to Liberty (2007)
- 5 Key to Survival (2008)

#### Metal Maiden-serie
- To Be a Woman (2012)
- Shepherd (2012)
- Fly Trap (2012)
- Awares (2012)

#### Andere
- The Ring (1968) met Robert E. Margroff (nl: In de macht van de ring)
- Macroscope (1969) 1970 Hugo Award nominatie
- Hasan (1969)
- The E.S.P. Worm (1970) met Robert E. Margroff
- Prostho Plus (1971)
- Race Against Time (1973)
- Rings of Ice (1974) nl: Ringen van ijs
- Triple Détente (1974)
- Steppe (1976)
- But What of Earth? (1976: "samenwerking" met Robert Coulson; 1989: Anthony's origineel boek heruitgegeven, met annotaties)
- Pretender (1979) met Frances Hall
- Mute (1981)
- Shade of the Tree (1986)
- Ghost (1986)
- Total Recall (1989) een boek van de film Total Recall, die gebaseerd was op het korte verhaal "We Can Remember It for You Wholesale" van Philip K. Dick
- Through the Ice (1989) met Robert Kornwise postuum (Kornwise was een student die overleden was. Zijn vrienden stuurden zijn onafgewerkt manuscript naar Anthony met de vraag dit te helpen publiceren als eerbetoon aan hun overleden vriend)
- Firefly (1990)
- Hard Sell (1990)
- Dead Morn (1990) met Roberto Fuentes
- Balook (1991)
- MerCycle (1991)
- Tatham Mound (1991)
- The Caterpillar's Question (1992) met Philip José Farmer
- Killobyte (1993)
- If I Pay Thee Not in Gold (1993) met Mercedes Lackey
- Volk (1996) historische fictie, wat heel atypisch was voor Anthony
- The Willing Spirit (1996) met Alfred Tella
- Spider Legs (1998) met Clifford A. Pickover
- Quest for the Fallen Star (1998) met James Richey & Alan Riggs
- Dream a Little Dream (1998) met Julie Brady
- Realty Check (1999)
- The Secret of Spring (2000) met Jo Anne Taeusch
- The Gutbucket Quest (2000) met Ron Leming
- Starkweather: Immortal 0 (2007) met David A. Rodriguez. Anthony schreef een origineel kort verhaal gebaseerd op het karakter Cartaphilus van de Starkweather comics-serie van David A. Rodriguez. Dit verhaal werd gepubliceerd als comic, getekend door Patrick McEvoy en uitgegeven onder de naam Starkweather: Immortal issue 0, Piers Anthony’s eerste stripverhaal.
- Tortoise Reform (2007)
- The Sopaths (2011)
- Eroma (2011)

### Collecties korte verhalen
- Anthonology (1985)
- Alien Plot (1992)

## Non-fictie
- Bio of an Ogre (1988) de autobiografie van Piers Anthony tot de leeftijd van 50.
- Letters to Jenny (1994)
- How Precious was that While (2001) de autobiografie van Piers Anthony tot de leeftijd van 65.
- Alfred (2007) een biografie van Anthony’s vader Alfred Jacob, verteld door de vrouw van zijn leven.